# Пітер Філліпс
Пітер Марк Ендрю Філліпс (англ. Peter Mark Andrew Phillips; народ. 15 листопада 1977 року, Паддінгтон, Лондон) — член британської королівської родини, єдиний син та перша дитина принцеси Анни та її чоловіка Марка Філліпса.
 Займає вісімнадцяте місце в лінії успадкування британського престолу. Пітер — найстарший онук королеви Єлизавети ІІ та принца Філіпа, герцога Единбурзького та найстарший племінник короля Чарльза III.

## Біографія
Пітер Філліпс — перший онук королеви Єлизавети ІІ. Він народився 15 листопада 1977 о 10:46 за місцевим британським часом в лікарні Святої Марії (Лондон).
Хрестини Пітера відбулися 22 грудня 1977 року в Музичній кімнаті Букінгемського палацу. На момент свого народження посідав п'яте місце в успадкуванні британського престолу. У 1981 році у нього з'явилась сестра Зара, а пізніше єдинокровні сестри Фелісіті Тонкін (народ. 1985) та Стефані Філліпс (народ. 1997). 

Навчався в Port Regis Prep School. Пізніше в Gordonstoun School (Морей, Шотландія). 2000 року Пітер закінчив Екзетерський університет. Пізніше почав працювати менеджером з продажу автомобілів "Ягуар" та менеджером команди Формули-1 Williams F1.

## Особисте життя
2003 року у Монреалі Пітер познайомився з Отем Келлі. Заручини відбулись 28 липня 2007 року. Пара обвінчалася 17 травня 2008 року у Віндзорському палаці.

Пітер та Отем виховують двох доньок: Саванну Енн Кетлін (народ. 29 грудня 2010) та Айлу Елізабет (народ. 29 березня 2012) .

Отем і Пітер розійшлися в 2019 році
. Їхнє розлучення було остаточно вирішено 14 червня 2021 року.

Станом на червень 2022 року Отем жила в Сайренсестері, поруч зі своїм колишнім чоловіком і доньками.